# 纳德·恩格塔
纳德·恩格塔（波斯語：‎，1955年10月8日—）是一位伊朗裔美国科学家，出生于德黑兰，现为宾夕法尼亚大学教授，专攻超材料、電漿子光学、奈米光子學、石墨烯光子学等领域。